# Karnicki III
Karnicki III – polski herb baronowski, nadany wraz z tytułem w Galicji.

## Opis herbu

### Opis współczesny
Opis skonstruowany współcześnie brzmi następująco:
Na tarczy dzielonej w krzyż z polem sercowym, w polu I (sercowym), czerwonym, rogacina podwójnie przekrzyżowana, rozdarta u dołu, srebrna (herb rodowy Karnickich, Kościesza odmienna); w polu II, czerwonym, ośla głowa szara (Półkozic), w polu III, błękitnym, zawiasa kotłowa srebrna, nad którą takiż miecz (Nowina); w polu IV, błękitnym, toczenica złota, z zaćwieczonymi wewnątrz takimiż trzema krzyżami, 1 i 2 (Szaława), w polu V, czerwonym, trzy wręby srebrne (Korczak).
Nad tarczą francuska korona baronowska, opleciona sznurem pereł.
W klejnocie trzy ukoronowane hełmy, nad I pół lisa wspiętego, naturalnego, nad II pół kozła wspiętego, szarego, w lewo, nad III noga zbrojna srebrna w bucie z cholewą za kolano, czarnym, z ostrogą srebrną, kolanem do dołu.
Labry herbowe na hełmie I z prawej czerwone, z lewej błękitne, podbite srebrem, na hełmie II czerwone, podbite srebrem; na hełmie, na hełmie III z prawej czerwone, z lewej błękitne, podbite srebrem.

## Geneza
Nadany z tytułem baronowskim i predykatem wohlgeboren (wielmożny) freiherrowi Remigiuszowi (Remigianowi) Feliksowi Karnickiemu z Karnic 17 grudnia 1782. Obdarowany był dziedzicem dóbr Michałowice w cyrkule lwowskim oraz Jedlicza w cyrkule krośnieńskim. Pełnił kilka urzędów ziemskich. Herb z jego dyplomu, tzw. herb genealogiczny zawiera skrócony wywód genealogiczny. Ojcem Remigiusza był Jakub Karol Karnicki, herbu Kościesza odmienna, matką – Katarzyna Wielowieyska, herbu Półokozic, babką macierzystą Elżbieta Romanow-Świrska herbu Szaława, babką ojczystą Anna Lisowska herbu Nowina, prababką ojczystą Teresa Michalewska herbu Korczak.

## Herbowni
Herb ten był herbem własnym, toteż do jego używania uprawniony jest tylko jeden ród herbownych:
Karnicki.